# Litwa Środkowa
Litwa Środkowa – państwo marionetkowe zależne od Polski, ze stolicą w Wilnie, którego powstanie zostało ogłoszone przez gen. Lucjana Żeligowskiego 12 października 1920 po zainscenizowanym tzw. buncie Żeligowskiego. 18 kwietnia 1922 roku przyłączona do Polski.
Termin „Litwa Środkowa” był przejawem planów federalistycznych Józefa Piłsudskiego. Wraz z Litwą Wschodnią (tereny obecnej Białorusi) i Litwą Zachodnią (tereny Republiki Litwy) Wileńszczyzna miała tworzyć pozostające w unii z Polską państwo litewskie, składające się z trzech kantonów narodowościowych.

## Historia

Przebieg różnych linii demarkacyjnych podczas walk o Litwę Środkową

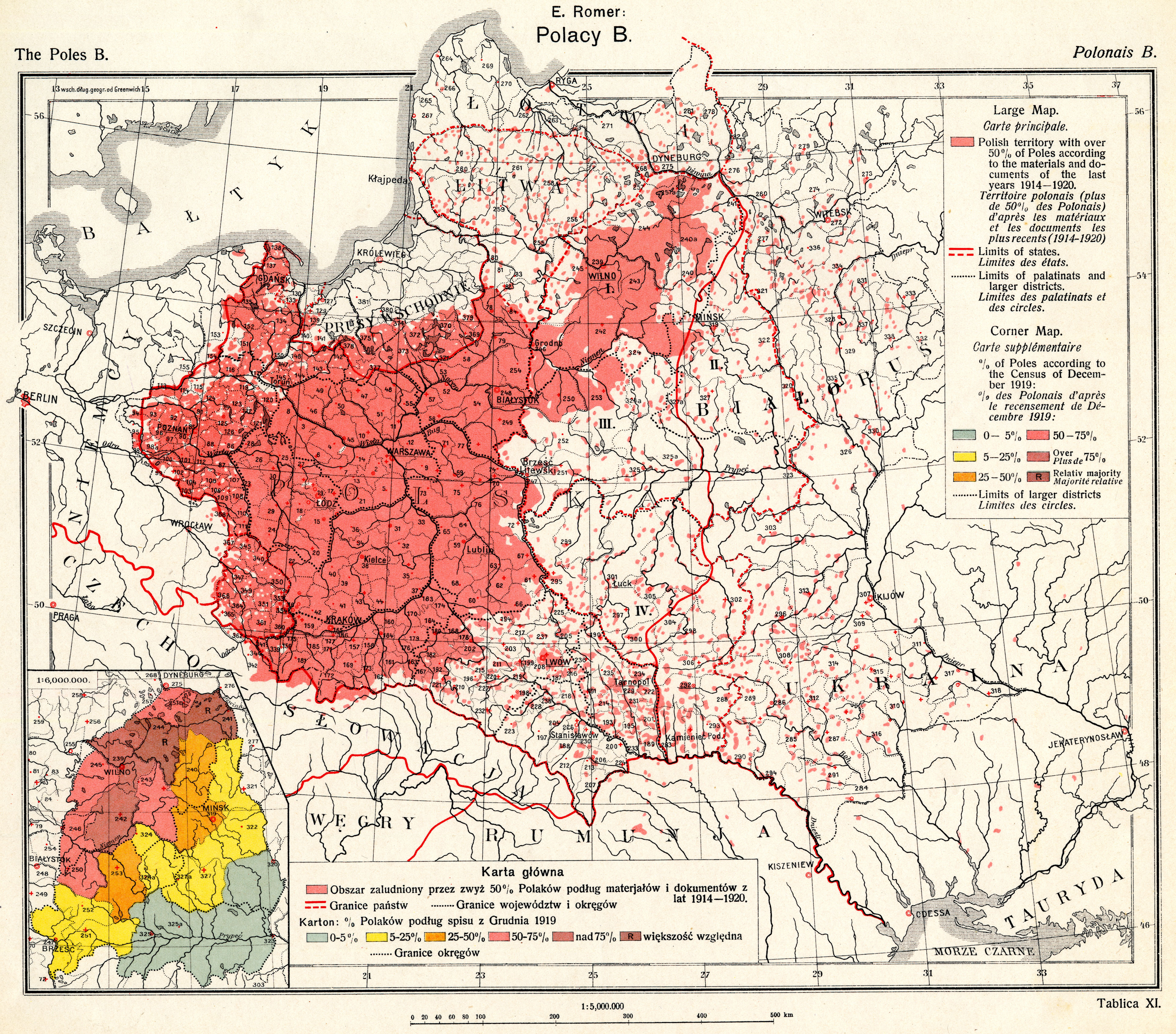
Mapa Eugeniusza Romera, wykorzystana przez delegację Polski na paryskiej konferencji pokojowej

Litwa Środkowa powstała po zaaranżowanym przez Józefa Piłsudskiego tzw. buncie złożonej z Polaków pochodzących z Wileńszczyzny 1 Dywizji Litewsko-Białoruskiej gen. Lucjana Żeligowskiego. „Zbuntowane” oddziały obejmowały także wydzielone oddziały dywizji ochotniczej oraz 211 i 13 Pułk Ułanów, które zawczasu Piłsudski podporządkował 1 Dywizji Litewsko-Białoruskiej. Siły gen. Żeligowskiego podjęły marsz na Wilno 9 października rano z linii Gierwiszki - Koniuchy - Bieniakonie przy biernej postawie Litwinów – tylko w rejonie Jaszun doszło do starcia, w trakcie którego oddziały polskie opanowały mosty na Mereczance, ponosząc dość dotkliwe straty.
Następnego dnia po drobnych potyczkach oddziały gen. Żeligowskiego wkroczyły do Wilna, z którego urzędy litewskie zawczasu się ewakuowały, ostrzeliwane przez wileńskich cywilów. 12 października gen. Żeligowski proklamował powstanie Republiki Litwy Środkowej.
Doprowadzono w ten sposób do zerwania zawartej dwa dni wcześniej w Suwałkach polsko-litewskiej umowy wojskowej o demarkacji, która wytyczała tymczasową granicę polsko-litewską (była ona wyznaczona tylko do miejscowości Bastuny).
Po zajęciu Wileńszczyzny miała miejsce nieudana próba zajęcia Kowna. Ostatecznie jednak podpisano traktat w Kownie pomiędzy Litwą Kowieńską i Litwą Środkową, który został wymuszony przez Ligę Narodów. Po zawarciu rozejmu Liga kontynuowała prace mające doprowadzić do plebiscytu na Wileńszczyźnie, ale wszelkie próby dalszego porozumienia zakończyły się porażką z powodu braku dobrej woli obu stron.
12 października 1920 gen. Żeligowski wydał dekret, w którym ogłosił, że będzie sprawować władzę zwierzchnią na terenie Litwy Środkowej jako naczelny dowódca wojska, a funkcje rządu obejmie powołana przez niego Tymczasowa Komisja Rządząca.
7 stycznia 1921 ogłoszono wytyczne dotyczące nadawania obywatelstwa. Obywatelami Litwy Środkowej mieli być wszyscy ludzie urodzeni na ówczesnym terenie państwa lub mieszkający na jej terenie przez co najmniej 5 lat przed 1914.
Ordynacja wyborcza została ogłoszona 1 grudnia 1921, zaś wybory do Sejmu odbyły się dnia 8 stycznia 1922 roku. Sejm Litwy Środkowej zebrał się 1 lutego 1922, a zakończył swe obrady w marcu tego samego roku.
4 lutego 1922 przybył do Wilna delegat rządu polskiego Władysław Sołtan, który funkcję sprawował do 6 kwietnia. 20 lutego, na swoim 10. posiedzeniu, Sejm Litwy Środkowej przyjął Uchwałę w przedmiocie przynależności państwowej Ziemi Wileńskiej. Za wnioskiem o przyłączenie ziemi wileńskiej do Polski głosowało 96 posłów, 6 wstrzymało się od głosu. W pkt. 4 tej uchwały napisano: Ziemia Wileńska stanowi bez warunków i zastrzeżeń nierozerwalną część Rzeczypospolitej Polskiej. 1 marca rząd RP przedłożył Komisji Spraw Zagranicznych Sejmu RP projekt „Aktu złączenia”, który miał uzupełnić uchwałę Sejmu Wileńskiego. W akcie tym zapowiadano nadanie autonomii Ziemi Wileńskiej, podobnej do tej jaką miało województwo śląskie. Dzień później przybyła do Warszawy delegacja Sejmu Litwy Środkowej, ale brak zgody tej delegacji na wprowadzenie zmian do uchwały o włączeniu Ziemi Wileńskiej do Polski doprowadził do kryzysu politycznego, zakończonego dymisją rządu premiera Ponikowskiego. Ostatecznie 6 kwietnia Sejm Ustawodawczy RP przyjął ustawę „O objęciu władzy państwowej nad Ziemią Wileńską” w kształcie proponowanym przez Sejm Wileński, bez zmian proponowanych przez rząd RP. Delegatem rządu w Wilnie został Walery Roman. 18 kwietnia w Wilnie odbyły się uroczystości mające symbolicznie wprowadzić w życie ustawę o wcieleniu Wileńszczyzny do Polski.
W ten sposób zakończył się proces kształtowania się granic II RP, które zostały oficjalnie uznane przez Radę Ambasadorów 15 marca 1923.
W związku z tymi wydarzeniami stolica Litwy została przeniesiona do Kowna.

## Skład narodowościowy

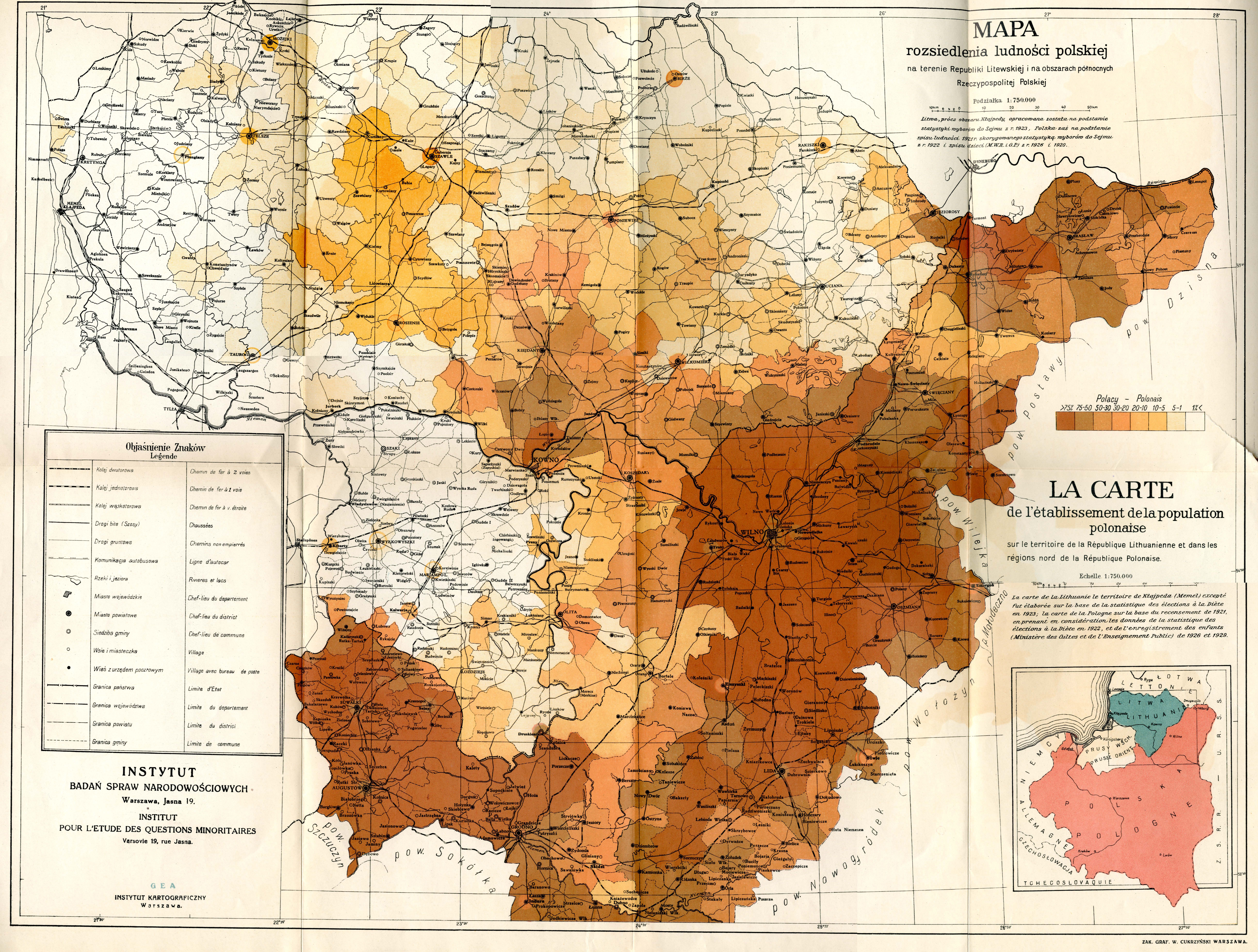
Mapa zamieszkania ludności polskiej na terenie Litwy Środkowej. Instytut Badań Spraw Narodowościowych 1929

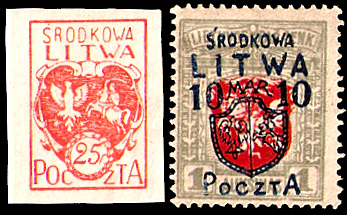
Znaczki Litwy Środkowej z 1920 r.: znaczek z herbem Litwy Środkowej i znaczek litewski z nadrukiem „Środkowa Litwa Poczta” i herbem państwowym

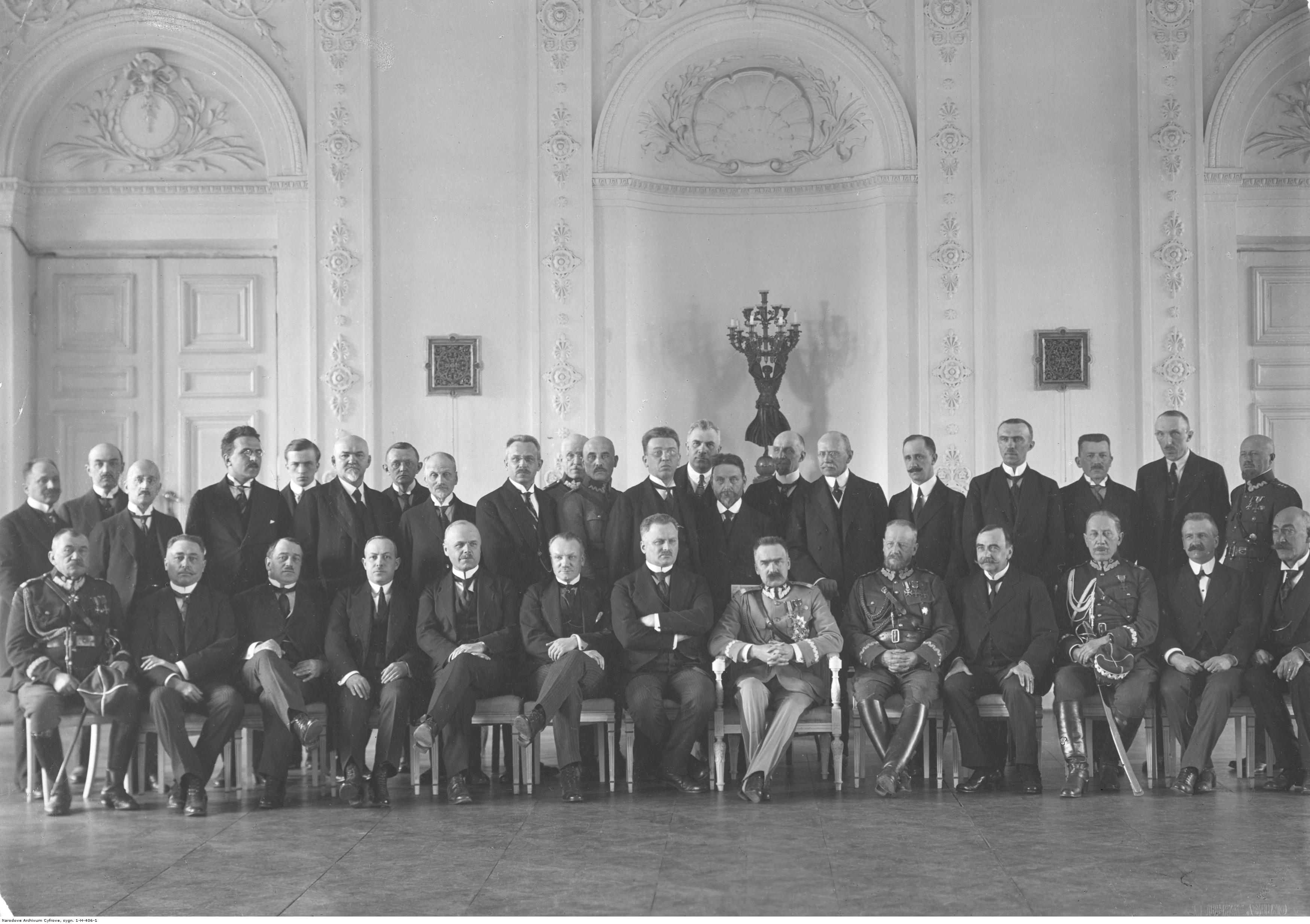
Uroczystości z okazji przyłączenia Wileńszczyzny do Polski; Wilno 18 kwietnia 1922. Przedstawiciele rządu polskiego i członkowie Tymczasowej Komisji Rządzącej Litwy Środkowej z Józefem Piłsudskim (siedzi 6. z prawej) - fotografia grupowa.

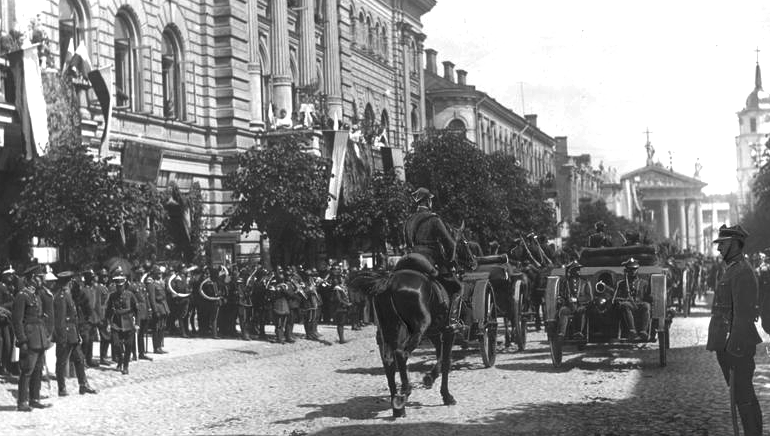
Uroczystość przyłączenia Wileńszczyzny do Polski w 1922 roku

Większość mieszkańców na tym terenie stanowili Polacy (70,6% według oficjalnych danych polskich). Litwini stanowili 12,84%, Białorusini 6,02%, Żydzi 4,04% i inni 6,5% ludności.
W samym Wilnie według spisu z 1916 roku, przeprowadzonego przez niemieckie władze okupacyjne, skład narodowościowy miasta był następujący:
- Polacy – 50,2%
- Żydzi – 43,5%
- Litwini – 2,6%

Według polskiego spisu powszechnego z 9 grudnia 1931 roku:
- Polacy – 128 600 (65,9%)
- Żydzi – 54 600 (28,0%)
- Rosjanie – 7400 (3,8%)
- Białorusini – 1700 (0,9%)
- Litwini – 1579 (0,8%)
- inni – ok. 1200 (0,6%)

W ostatecznym kształcie Litwa Środkowa liczyła 13 490 km² i ok. 490 000 ludności.

## Podział administracyjny
Litwa Środkowa była podzielona na trzy powiaty: wileński, święciański i oszmiański, miasto Wilno stanowiło odrębny powiat miejski. Powiaty dzieliły się na rejony, w skład których wchodziły gminy.

## Władze

### Szefowie Państwa Środkowolitewskiego
- 12 października 1920 – 30 listopada 1921 gen. Lucjan Żeligowski
- 30 listopada 1921 – 6 kwietnia 1922 Aleksander Meysztowicz (prezes Tymczasowej Komisji Rządzącej)

### Marszałkowie Sejmu Litwy Środkowej
- 3 lutego 1922 – 25 marca 1922 Antoni Łokuciewski

### Naczelni Dowódcy Wojsk Litwy Środkowej
- 9 października 1920 – 30 listopada 1921 gen. Lucjan Żeligowski
- 30 listopada 1921 – 18 kwietnia 1922 gen. Daniel Konarzewski

## Wpływ na stosunki polsko-litewskie
Litwa do 19 marca 1938 roku nie utrzymywała z Polską stosunków dyplomatycznych (polskie ultimatum wobec Litwy).
Po agresji ZSRR na Polskę w 1939 roku Stalin przekazał, na mocy układu radziecko-litewskiego z 10 października 1939 roku, Wilno i część Wileńszczyzny Litwie. Od tego czasu do roku 1940 tereny te znajdowały się pod faktyczną okupacją litewską, bez wypowiedzenia wojny państwu polskiemu. Po aneksji Litwy przez ZSRR w 1940 r. Wilno zostało stolicą Litewskiej SRR, po rozpadzie Związku Radzieckiego niepodległej Litwy.